# 스위스의 국장

스위스의 국장

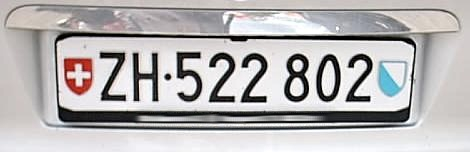
스위스의 국장이 그려진 취리히의 자동차 번호판

스위스의 국장은 1889년 12월 12일에 스위스 연방 정부에 의해 제정되었다.
스위스의 국기를 바탕으로 한 방패 모양의 디자인으로 빨간색 방패 안에 하얀색 십자가 그려져 있는 형태를 하고 있다. 스위스의 국장은 스위스 프랑 지폐와 동전, 스위스의 차량 번호판, 스위스 칼에 널리 사용되고 있다.

## 같이 보기
- 스위스의 국기